# شهرستان مجیموریه
شهرستان مجیموریه (به لاتین: Međimurje County) یک شهرستان در کرواسی است. شهرستان مجیموریه ۷۲۹ کیلومتر مربع مساحت و ۱۱۳٬۸۰۴ نفر جمعیت دارد.

## نگارخانه

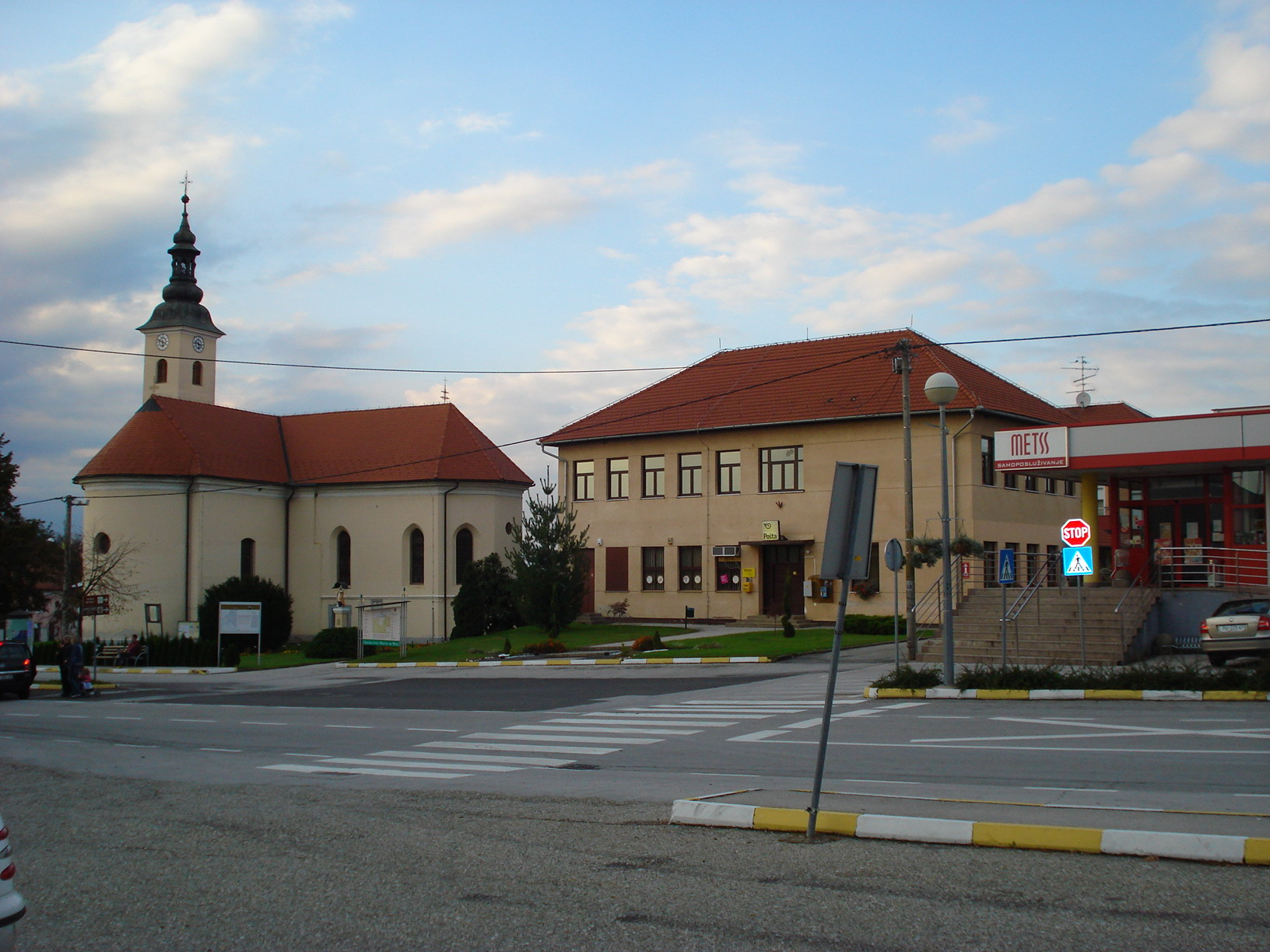
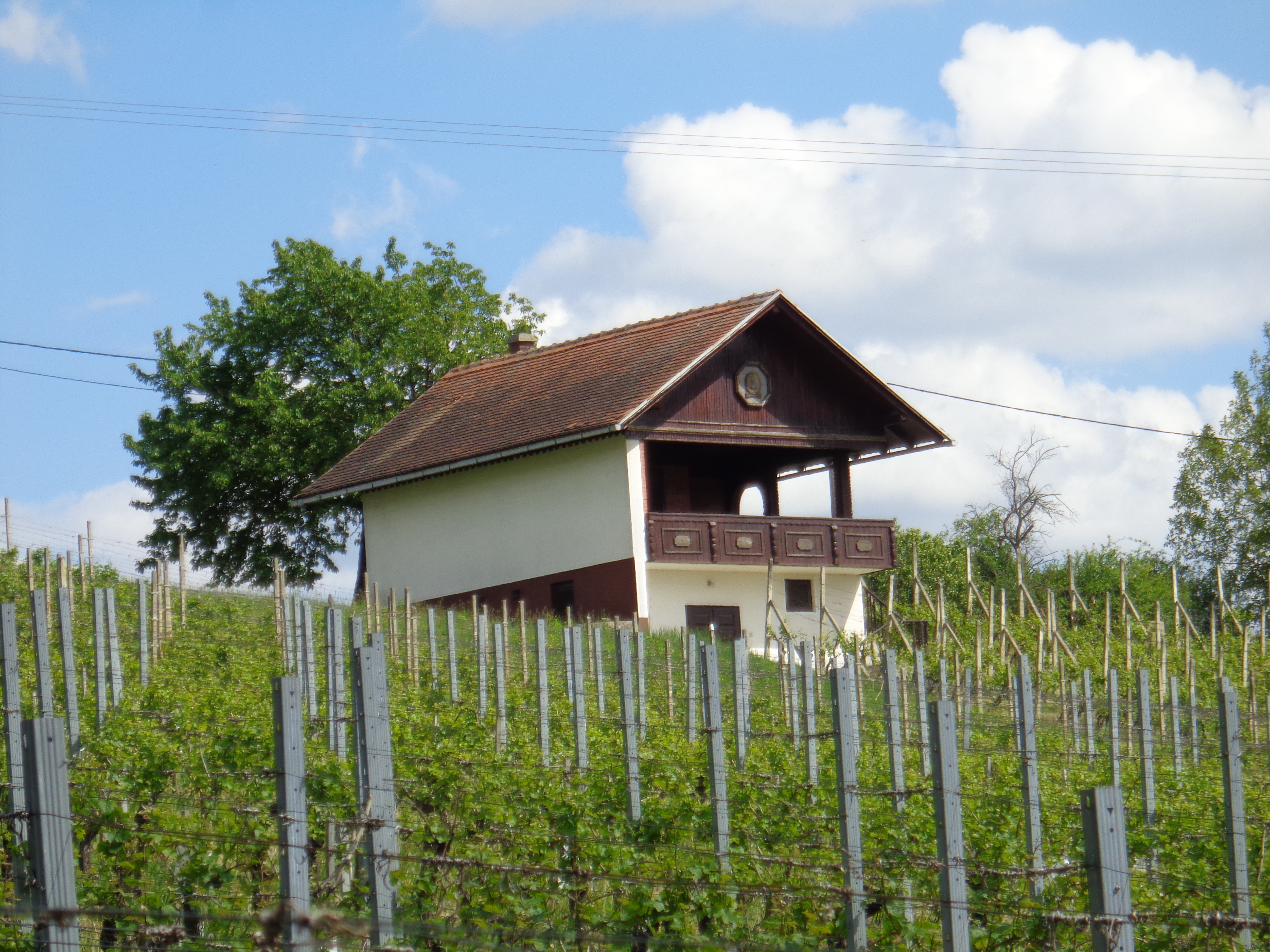
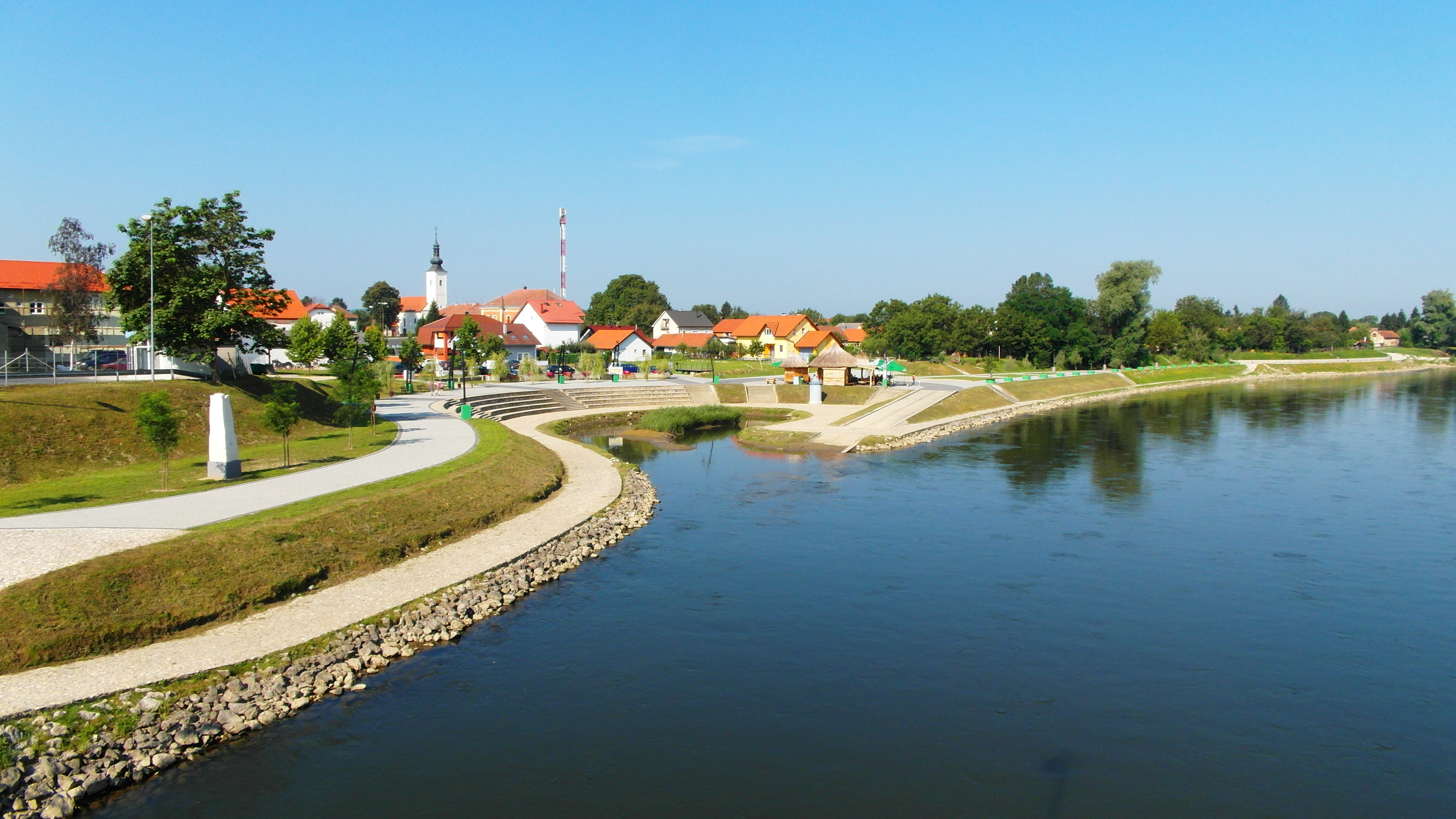
مورسکو سردیشچه
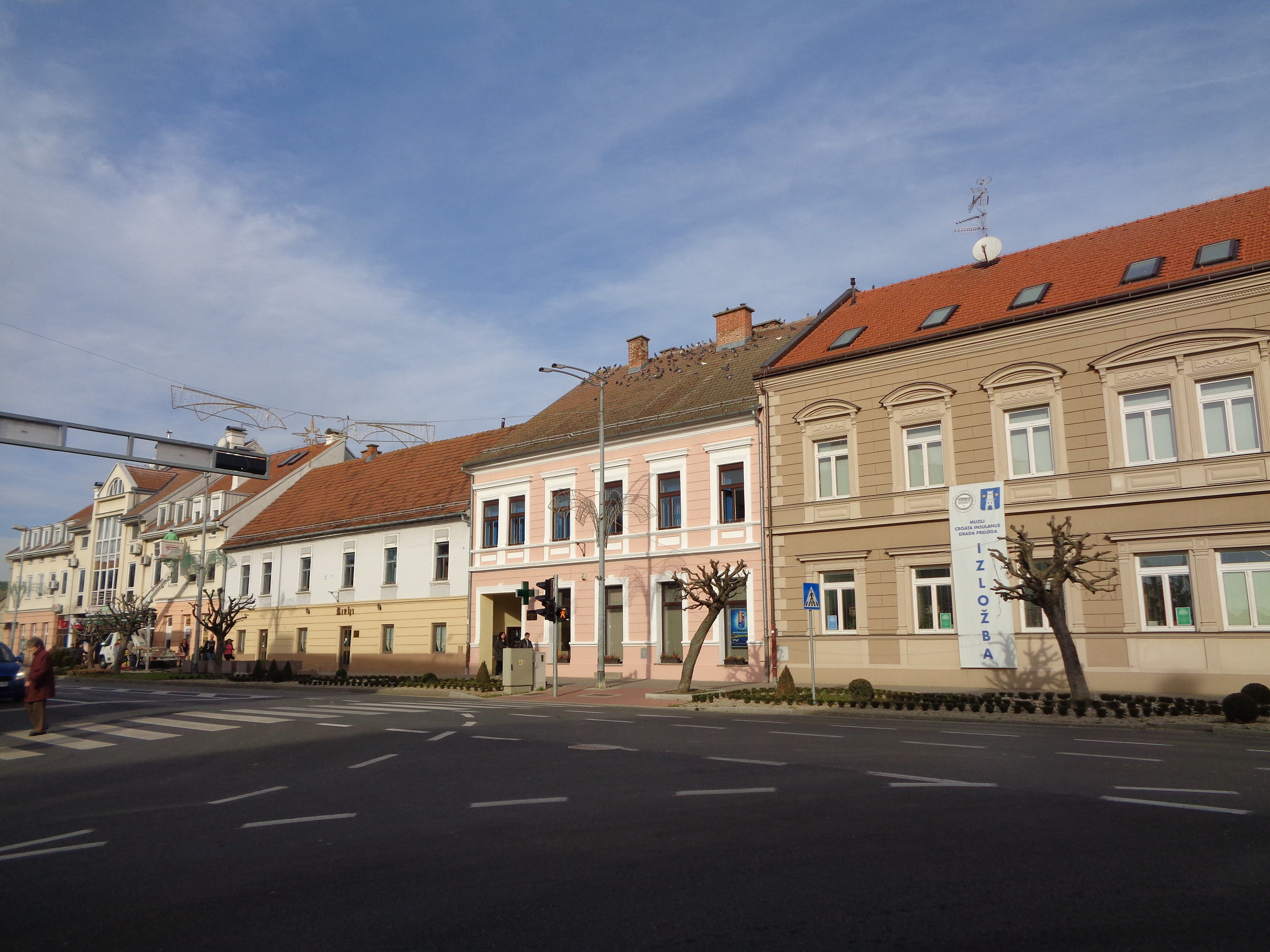
پرلگ، کرواسی
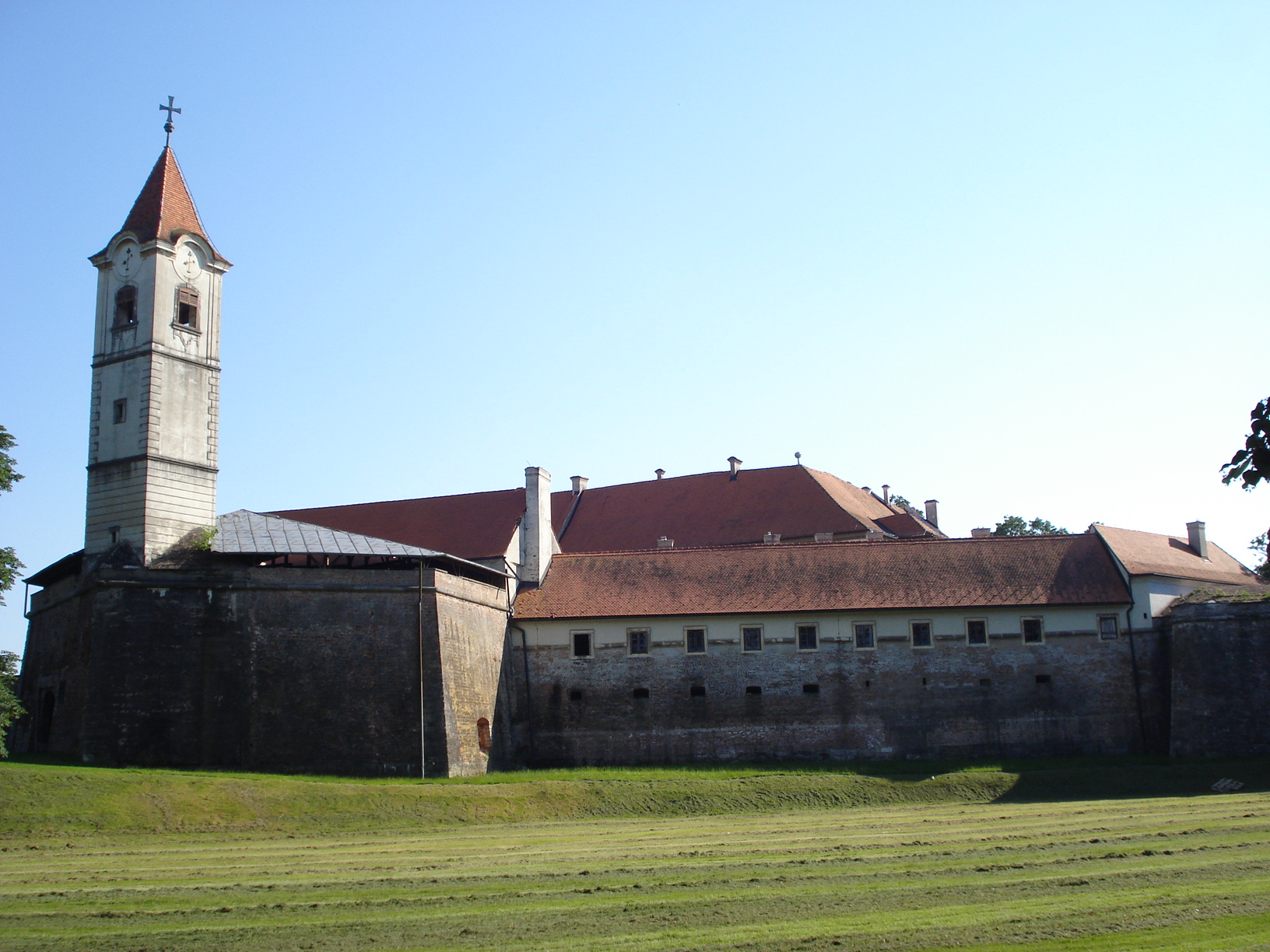
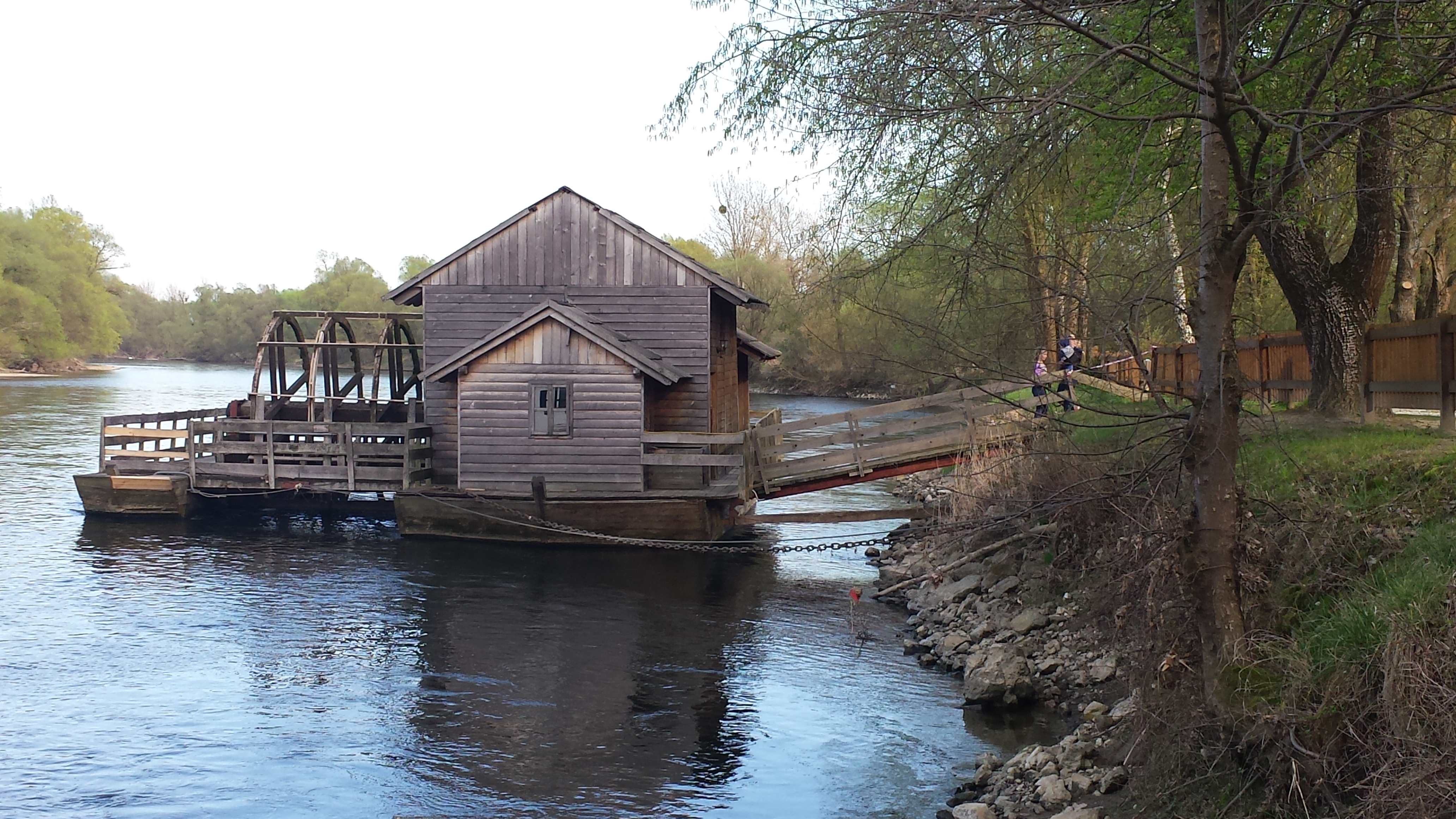
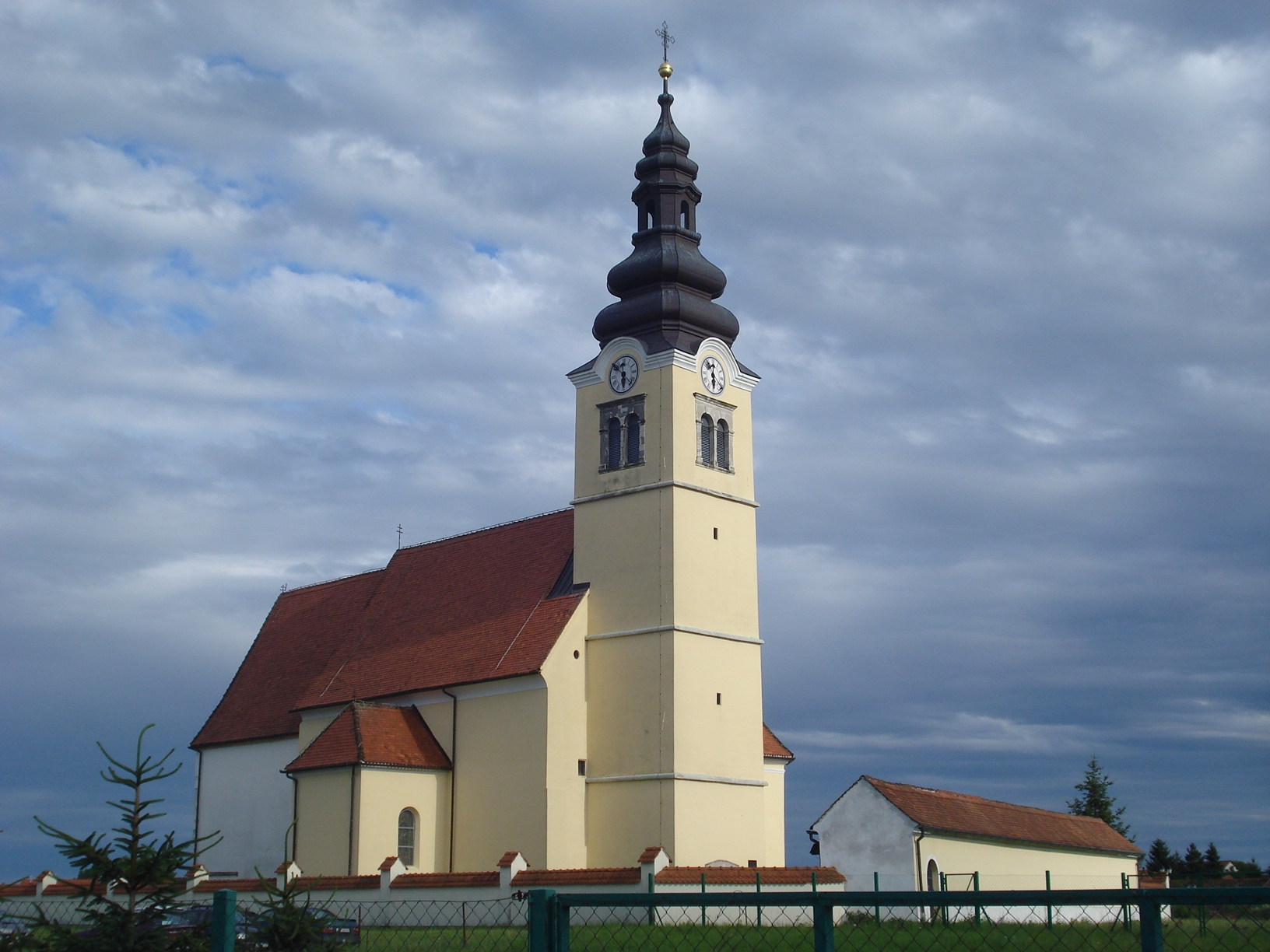
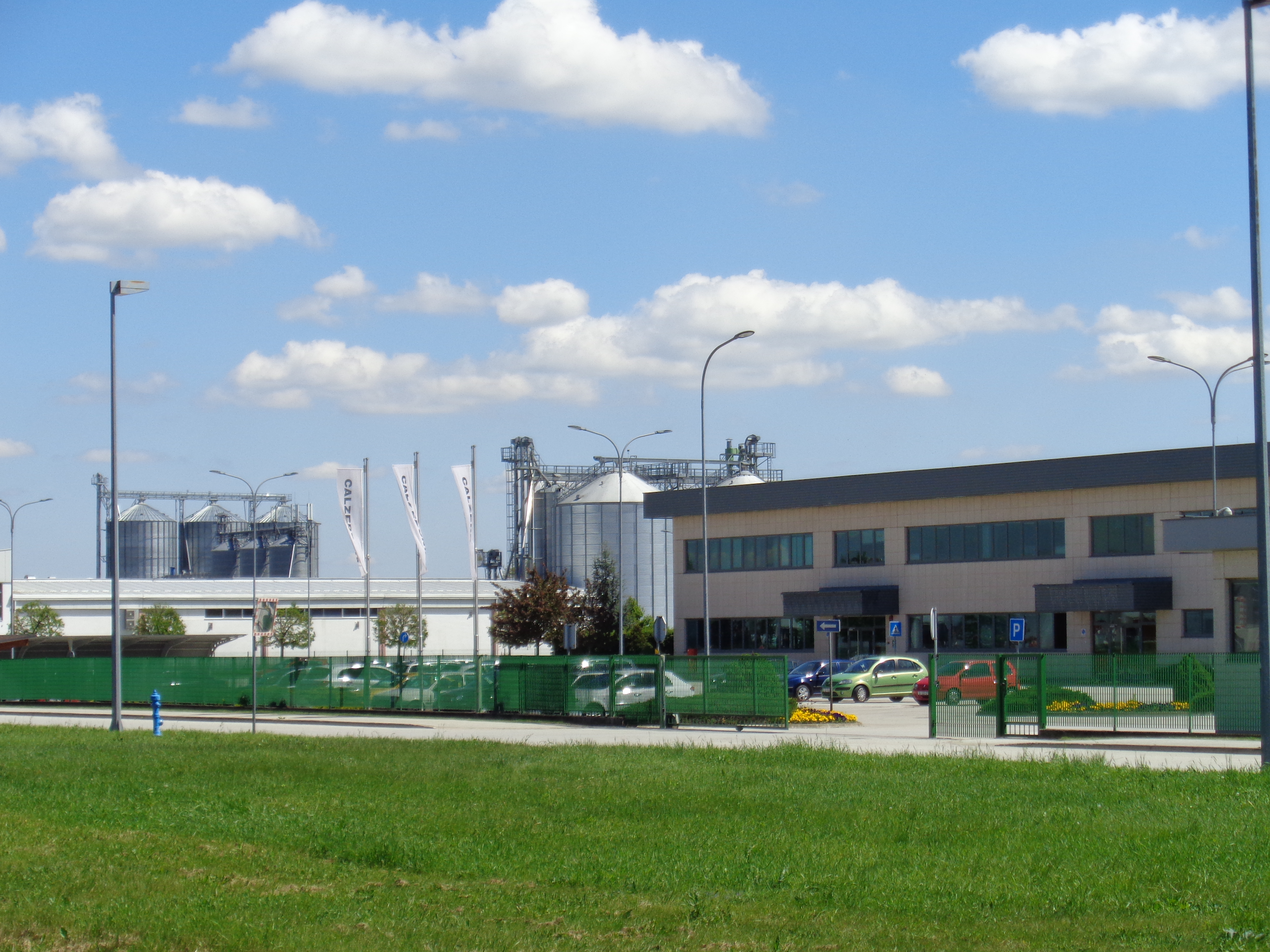
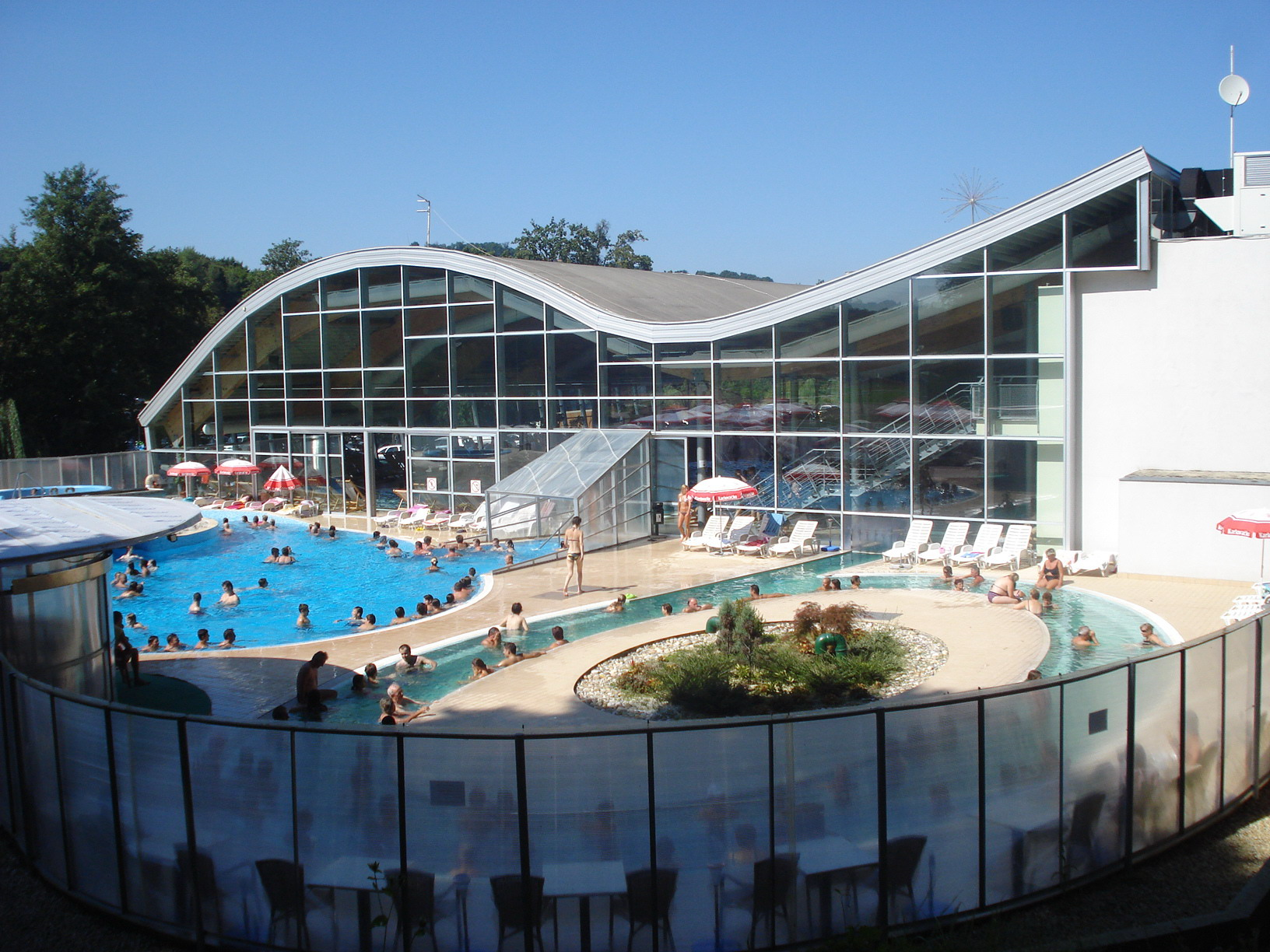